# Нивьер, Антуан
Антуа́н Нивье́р (фр. Antoine Nivière; 2 сентября 1961, Париж) — французский историк церкви и русской религиозной мысли, редактор, церковный деятель, преподаватель. Профессор университета Нанси II.

## Биография
Родился в семье православного француза Пьера Нивье, впоследствии принявшего священный сан.
В 1979—1984 годы обучался на отделении славистики университета Париж IV Сорбонна.
В 1984—1986 годы — вольнослушатель курсов Богословского института в Париже.
В 1987 году защитил в университете Париж IV-Copбонна докторскую диссертацию по теме «Монахи имяславцы: богословский спор среди русских монахов на Афоне (1908—1914)».
С 1987 по 1988 работал библиотекарем Богословского института в Париже.
В 1988 году участвовал в Международном симпозиуме в Нантере (под Парижем), посвящённому 1000-летию принятия христианства на Руси.
С 1988 член редакции, с 1994 года — главный редактор православного информационного периодического издания на французском языке «SOP» (Service Orthodoxe de Presse).
Преподаватель в Школе Восточных языков в Париже.
Преподавал в университете Нанси II, Доцент, с 2001 профессор, заведующий кафедрой русского языка и литературы.
Долголетний член Братства при Александро-Невском соборе в Париже. Член прихода преподобного Сергия Радонежского в Париже.
С 2001 года — член Епархиального совета Архиепископии Православных Русских церквей в Западной Европе — Экзархата Константинопольского Патриархата; референт, ответственный за взаимоотношения со средствами массовой информации.
В 2005 году участвовал в международной конференции в Москве «Религиозная деятельность русского зарубежья».
В 2007 году был издан составленный им биографический справочник деятелей русской эмиграции, содержащий справки на более чем 900 персоналий. Биографии представлены в форме послужного списка: рождение, происхождение, служба, продвижение, этапы и характер деятельности, кончина. Впервые под одной обложкой собраны справочные материалы, связаные с множеством известных, малоизвестных и «забытых» лиц, действовавших в Европе в православном зарубежье.
Женат на Александре Ивановне Шуваловой, внучке Павла Павловича и Александры Илларионовны Шуваловых. Проживает в Париже.